# Try (singel Nelly Furtado)
Try – folk rockowa piosenka kanadyjskiej piosenkarki Nelly Furtado, pochodząca z drugiego albumu studyjnego artystki, Folklore. Piosenka została napisana przez Nelly Furtado, Geralda Eatona i Briana Westa. Utwór trafił na drugi singel promujący jej płytę długogrającą, który wydano 15 marca 2004. Teledysk do piosenki, wyreżyserowała Sophie Muller.

## Lista utworów
Singiel CD (Wlk. Brytania)
1. „Try” (wersja radiowa)
2. „I'm Like a Bird” (Acoustic Live On New Ground)
3. „Powerless (Say What You Want)” (wideo)

Singiel CD (Australia)
1. „Try” (wersja radiowa)
2. „I'm Like a Bird” (Acoustic Live On New Ground)
3. „Try” (wersja akustyczna)
4. „Try” (wersja z albumu)
5. „Try” (wideo)

Remiksy
- „Try” (Gabriel & Dresden Remix) – 8:01
- „Try” (Sweetwesty Remix) – 4:39
- „Try” (Radio Edit) – 3:49
- „Try” (Video Edit) – 4:09
- „Try” (Acoustic Version) – 4:35
- „Try” (Instrumental) – 4:13
- „Dar” (Spanish Version)